# 黃眼雀鯛
黃眼雀鯛（學名：Pomacentrus flavioculus），是輻鰭魚綱鱸形目雀鯛科雀鯛屬的其中一種，分布於中西太平洋斐濟及東加海域，深度4至30公尺，體長可達8.7公分，棲息在珊瑚礁及潟湖，以浮游生物為食，繁殖期時成對出現，雄魚會守護卵直到孵化，生活習性不明。